# Жисмонда (литография Мухи)

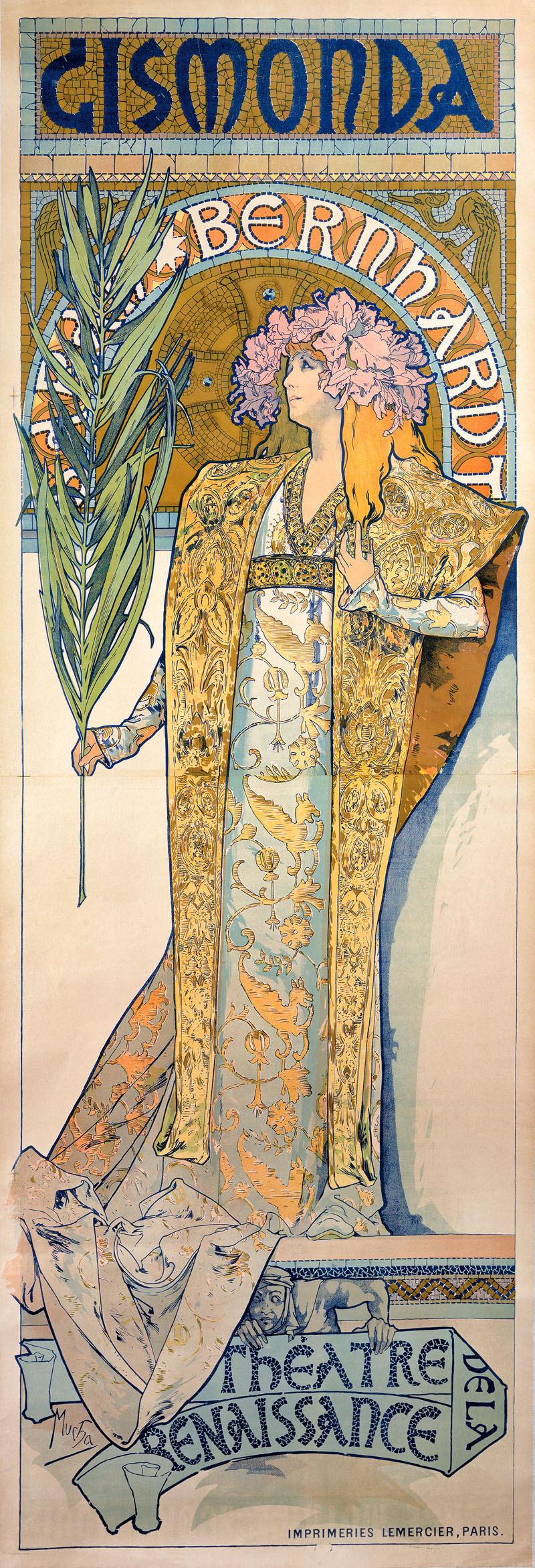
«Жисмонда». 1894-1895. Частная коллекция

«Жисмонда» (фр. Gismonda) — литографическая афиша чешского художника и графика Альфонса Мухи. Создана в 1894—1895 годах. Хранится в частной коллекции.

## Описание
Афиша создана по заказу актрисы Сары Бернар для ее театра «Ренессанс» в Париже и предназначалась для театральной постановки греческой мелодрамы в 4 действиях «Жисмонда», которую в 1894 году написал Викторьен Сарду. Муха получил заказ неожиданно после того, как Сара Бернар отказалась от эскиза, предложенного типографией Lemercier. Сама премьера спектакля состоялась еще осенью 1894 года, а Муха создал афишу для новой постановки 4 января 1895 года.
Она стала поворотным пунктом в творческой карьере Мухи. Афиша появилась на улицах Парижа в первую неделю января 1895 года и произвела настоящую сенсацию, став революцией в плакатном дизайне. Необычный формат — узкий и вытянутый вверх, изображение в натуральную величину, в полный рост прославленной трагической актрисы, богатство хорошо подобранных цветов имели необычайный драматический эффект. Мотив был взят из сцены, которая представляет торжественную процессию в финальном действии спектакля. Это и определило стилистическую концепцию афиши: роскошный, похожий на жреческий наряд костюм, символическая пальмовая ветвь и выполненный в виде мозаики фон в форме нимба — все это передавало священную атмосферу, которая отражала не в меньшей степени благоговение перед актрисой как культовой фигурой, музой прекрасной эпохи.
На эту афишу ссылаются как на совершенную концепцию плаката; для Мухи она стала ступенькой в начале до исключительного личного стиля «Le Style Mucha», и с этих пор он квалифицируется как выдающийся представитель стиля Парижского модерна. Саре Бернар живописное воплощение ее драматического искусства показалось настолько убедительным, что она решила подписать с художником 6-летний контракт. Также Бернар использовала эту афишу во время своего американского турне в 1896 году.
Два типографских оттиска афиши «Жисмонда» хранятся в Музее Мухи в Праге.